# 長谷川絵美
長谷川 絵美（はせがわ えみ、1986年5月8日 - ）は東京都葛飾区出身で、新潟県南魚沼郡湯沢町育ちの元アルペンスキー選手である。新潟県立六日町高等学校・日本女子体育大学卒。サンミリオンスキークラブ所属。

## 人物
- 小学校の時、父親がスキーのトレーニングのために男子と混じり少年野球をさせられた[3]。その後スキーを始めた。
- インターハイ・国民体育大会・全日本スキー選手権大会では数々の種目を優勝した[1]。期待を寄せられた。大学在学中の2008年11月23日のレースで右膝前十字靭帯を損傷。リハビリで無事復帰した[1]。
- 2010年のイタリア選手権で4位。世界選手権は2013年は19位、2015年は18位[1]、2017年に札幌市で開催されたアジア冬季競技大会では回転と大回転で2冠達成[4]。
- 2018年1月に開催されたオーストリアのワールドカップの大会で39位で2回目進出にならず、全日本スキー連盟の規定となる派遣推薦基準のトップならず可能性は消滅、初出場はかなわなかった[5]。その後引退した。
- 2019年11月9日のブログで結婚と第1子出産を報告した[6]。